# Стратфорд (Нью-Джерсі)
Стратфорд (англ. Stratford) — місто (англ. borough) в США, в окрузі Кемден штату Нью-Джерсі. Населення — 6981 особа (2020).

## Географія
Стратфорд розташований за координатами 39°49′44″ пн. ш. 75°0′56″ зх. д. / 39.82889° пн. ш. 75.01556° зх. д. (39.828957, -75.015458).  За даними Бюро перепису населення США в 2010 році місто мало площу 4,01 км², уся площа — суходіл.

## Демографія
Згідно з переписом 2010 року, у селищі мешкало 7040 осіб у 2641 домогосподарстві у складі 1822 родин. Було 2761 помешкання
Расовий склад населення:
| - 82,4 % — білих - 8,2 % — чорних або афроамериканців - 4,2 % — азіатів - 0,2 % — корінних американців - 0,1 % — вихідців з тихоокеанських островів - 2,8 % — осіб інших рас |

До двох чи більше рас належало 2,1 %. Частка іспаномовних становила 6,5 % від усіх жителів.
За віковим діапазоном населення розподілялося таким чином: 23,3 % — особи молодші 18 років, 62,4 % — особи у віці 18—64 років, 14,3 % — особи у віці 65 років та старші. Медіана віку мешканця становила 39,1 року. На 100 осіб жіночої статі у селищі припадало 95,8 чоловіків;  на 100 жінок у віці від 18 років та старших — 92,9 чоловіків також старших 18 років.
Середній дохід на одне домашнє господарство  становив 77 393 долари США (медіана — 67 556), а середній дохід на одну сім'ю — 92 465 доларів (медіана — 86 327). Медіана доходів становила 53 008 доларів для чоловіків та 41 925 доларів для жінок. За межею бідності перебувало 8,0 % осіб, у тому числі 12,2 % дітей у віці до 18 років та 1,9 % осіб у віці 65 років та старших.
Цивільне працевлаштоване населення становило 3526 осіб. Основні галузі зайнятості: освіта, охорона здоров'я та соціальна допомога — 28,4 %, мистецтво, розваги та відпочинок — 11,6 %, роздрібна торгівля — 10,4 %, науковці, спеціалісти, менеджери — 9,6 %.